# Nesoddtangen
Nesoddtangen este o localitate din comuna Nesodden, provincia Akershus, Norvegia, cu o suprafață de 6,1 km² și o populație de 12.188 locuitori (2013).